# Helotes
La ville de Helotes (en anglais [həˈloʊtɪs]) est située dans le comté de Bexar, dans l’État du Texas, aux États-Unis. Sa population s’élevait à 7 341 habitants lors du recensement de 2010.

## Histoire
Helotes a été incorporée en 1981.

## Source
- (en) Cet article est partiellement ou en totalité issu de l’article de Wikipédia en anglais intitulé « Helotes, Texas » (voir la liste des auteurs).

1. ↑  « Population and Housing Unit Estimates » (consulté le 9 juin 2017)
2. ↑  « Census of Population and Housing » [archive du 12 mai 2015], Census.gov (consulté le 4 juin 2015)